# La Victoria (Apure)
La Victoria es la cabecera de la parroquia Urdaneta, municipio Páez del estado Apure en Venezuela. Se encuentra ubicado en la ribera del río Arauca, frente al Municipio Arauquita, Colombia. 
En 2021 ha sido epicentro de enfrentamientos entre disidencias de las FARC de Colombia y las Fuerzas Armadas de Venezuela que causaron una migración forzosa de más de cinco mil habitantes hacia Arauquita.

## Historia
Según fuentes fidedignas fue fundada a mediados del siglo XIX, entre 1850-1855. Capital de la parroquia Urdaneta,por un grupo de familias dirigidas por francesco Caroprese de origen italiano, Abounasar de origen Palestino, Díaz Reina, Sánchez y otras. La Victoria fue elevada a parroquia en el año 1937.

## Economía
La Victoria se distingue, tanto a nivel económico como agrícola, por su destacada extracción de hidrocarburos, la cual cuenta con una estación de perforación petrolera.
 Esta localidad venezolana ha ganado reconocimiento internacional como una región altamente productora de cacao, y su distinción fue reforzada al figurar entre los 50 mejores granos de café  en el prestigioso certamen "Cacao of Excellence 2023" celebrado en Ámsterdam, Países Bajos. Los galardones obtenidos revelaron la procedencia de estos granos, cultivados en el Sector Tres Esquinas de la comunidad Vuelta Redondo, situada en la parroquia Urdaneta con capital en La Victoria, del municipio Páez del estado Apure. Este enclave no solo se destaca por sus cultivos de alta calidad, sino también por la ganadería, una de las principales actividades económicas que contribuye significativamente a los ingresos de sus habitantes. Además, la diversificación agrícola, con cultivos de yuca, plátanos y tabaco, completa el panorama agrícola de La Victoria, consolidando su posición como una localidad multifacética y económicamente vibrante.

## Insfraestructura
La principal vía de acceso a La Victoria es la carretera Local-01. Este eje vial, que se extiende desde el sector Orichuna hasta La Victoria, abarca una longitud de 85 kilómetros.
La historia de esta importante infraestructura se remonta al año 1975, cuando se inició su construcción con la formación del terraplén. Una década después, en 1985 y bajo el gobierno del Dr. Jaime Lusinchi, se culminó el proyecto con el respectivo asfaltado de la carretera.
A lo largo de su recorrido, la Local-01 conecta y sirve a diversas comunidades situadas en sus márgenes. Entre ellas se encuentran: Las Angosturas, Guafita, Las Monas, El Balzal, Las Canoas y La Osa, constituyendo un corredor vital hasta llegar finalmente a la población de La Victoria.

La Carretera L-01 conecta desde Guasdualito, con la población de La Victoria en el municipio Páez, del estado Apure